# Ichthyobelus platyrrhinus
Ichthyobelus platyrrhinus är en insektsart som beskrevs av Young 1968. Ichthyobelus platyrrhinus ingår i släktet Ichthyobelus och familjen dvärgstritar.
Artens utbredningsområde är Peru. Inga underarter finns listade i Catalogue of Life.